# Meyssac (tổng)
Tổng Meyssac là một tổng của Pháp tọa lạc tại tỉnh Corrèze trong vùng Lumousin.

## Địa lý
Tổng này được tổ chức xung quanh Meyssac trong quận Brive-la-Gaillarde. Độ cao khu vực này là 122 m (Branceilles) đến 523 m (Lostanges) độ cao trung bình trên mực nước biển là 261 m.

## Hành chính
| Giai đoạn | Ủy viên       | Đảng | Tư cách                       |
| --------- | ------------- | ---- | ----------------------------- |
| 2001-2008 | Henri Salvant | RPR  | thị trưởng Chauffour-sur-Vell |
| 2008-2014 | Henri Salvant | UMP  |                               |

## Phân chia đơn vị hành chính
Tổng Meyssac được chia thành 14 xã và khoảng 4 673 người (điều tra dân số năm 1999 không tính trùng dân số).
| Xã                      | Dân số | Mã bưu chính | Mã insee |
| ----------------------- | ------ | ------------ | -------- |
| Branceilles             | 236    | 19500        | 19029    |
| Chauffour-sur-Vell      | 320    | 19500        | 19050    |
| Collonges-la-Rouge      | 413    | 19500        | 19057    |
| Curemonte               | 225    | 19500        | 19067    |
| Lagleygeolle            | 234    | 19500        | 19099    |
| Ligneyrac               | 283    | 19500        | 19115    |
| Lostanges               | 134    | 19500        | 19119    |
| Marcillac-la-Croze      | 212    | 19500        | 19126    |
| Meyssac                 | 1 100  | 19500        | 19138    |
| Noailhac                | 310    | 19500        | 19150    |
| Saillac                 | 157    | 19500        | 19179    |
| Saint-Bazile-de-Meyssac | 152    | 19500        | 19184    |
| Saint-Julien-Maumont    | 155    | 19500        | 19217    |
| Turenne                 | 742    | 19500        | 19273    |

## Thông tin nhân khẩu
| 1962                                                     | 1968  | 1975  | 1982  | 1990  | 1999  |
| -------------------------------------------------------- | ----- | ----- | ----- | ----- | ----- |
| 4 724                                                    | 5 070 | 4 704 | 4 642 | 4 628 | 4 673 |
| Nombre retenu à partir de 1962 : dân số không tính trùng |       |       |       |       |       |

## Bibliographie
- Découverte du Midi-Corrézien. Tổng Meyssac. Colette Laussac et Olivier Meunier. Éditions du Ver Luisant (2007).